# Jeremias Falck

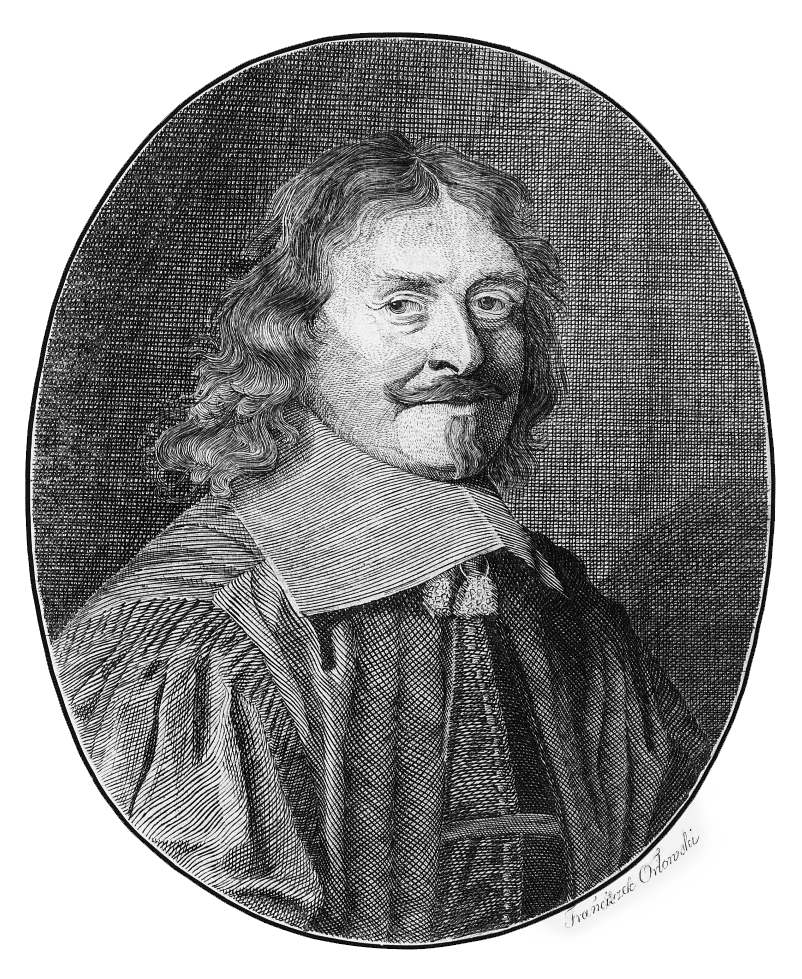
Jeremias Falck

Jeremias Falck, född omkring 1616 troligen i Danzig, död 1677 i Danzig, var en tysk-polsk guldsmed och kopparstickare.
Falck gick i lära för guldsmeden Peter Rantzenkramer 1630-1634 där han blev gesäll och därefter elev till Willem Hondius i hemstaden Danzig och utbildade sig sedan 1639-1646 i Paris med ett avbrott 1643 då han vistades i Holland. I Paris studerade han för de framstående kopparstickarna Cornelius Blomaert och Abraham Bosse. Ett resultat av hans franska period utgör en rad dräktbilder och talrika porträtt, bland annat av Ludvig XIII 1643 och Ludvig XIV 1646 för Joost van Egmont efter dennes målningar samt allegoriska figurer och illustrationer för förläggaren Michel Le Blond. Han lämnade Frankrike 1646 och var verksam i Danzig fram till 1649 då han på drottning Kristinas kallelse begav sig till Sverige 1649 och verkade som hovkopparstickare 1650-1654. Enligt ett avtal erhöll en grundlön på 600 riksdaler samt betalning för varje särskilt arbete han utförde. Falcks första svenska arbete är troligen det kopparstick som framställer drottning Kristina allegoriskt i form av en skulpterad Minervabyst omgiven av fredens, lärdomens och vishetens symboler. Under sin period i Sverige utförde han ett 40-tal porträtt och ett flertal illustrationer bland annat titelbladet till Philipp von Chemnitz Der königlich schwedische in Teutschland geführte Krieg. 1655 lämnade Falck Stockholm och gästade under de följande åren Danmark, Hamburg och Amsterdam, där hans viktigaste arbeten blev en rad reproduktioner efter målningar och antikskulpturer i Gerard Reynts samling, dessa publicerades i två volymer. Han var verksam som bokillustratör i Hamburg 1658-1664 och därefter i Danzig fram till sin död.
Falck var otvivelaktigt Nordeuropas främste kopparstickare under 1600-talet. Hans 23 porträtt av Kristina och hennes svenska samtida betecknar höjdpunkten i hans produktion. Falck är representerad vid bland annat Nationalmuseum i Stockholm.

## Verk

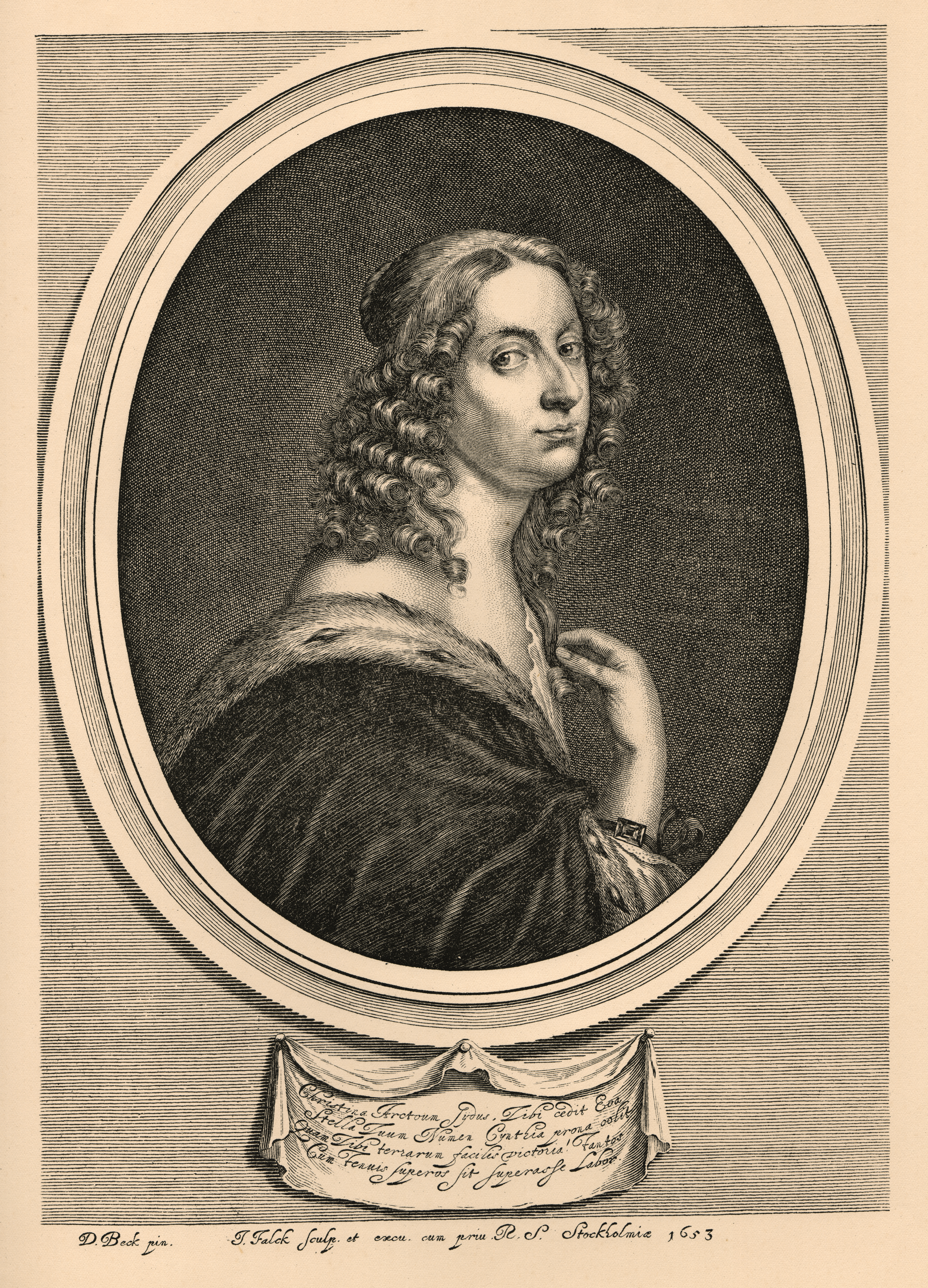
Drottning Kristina (1653).
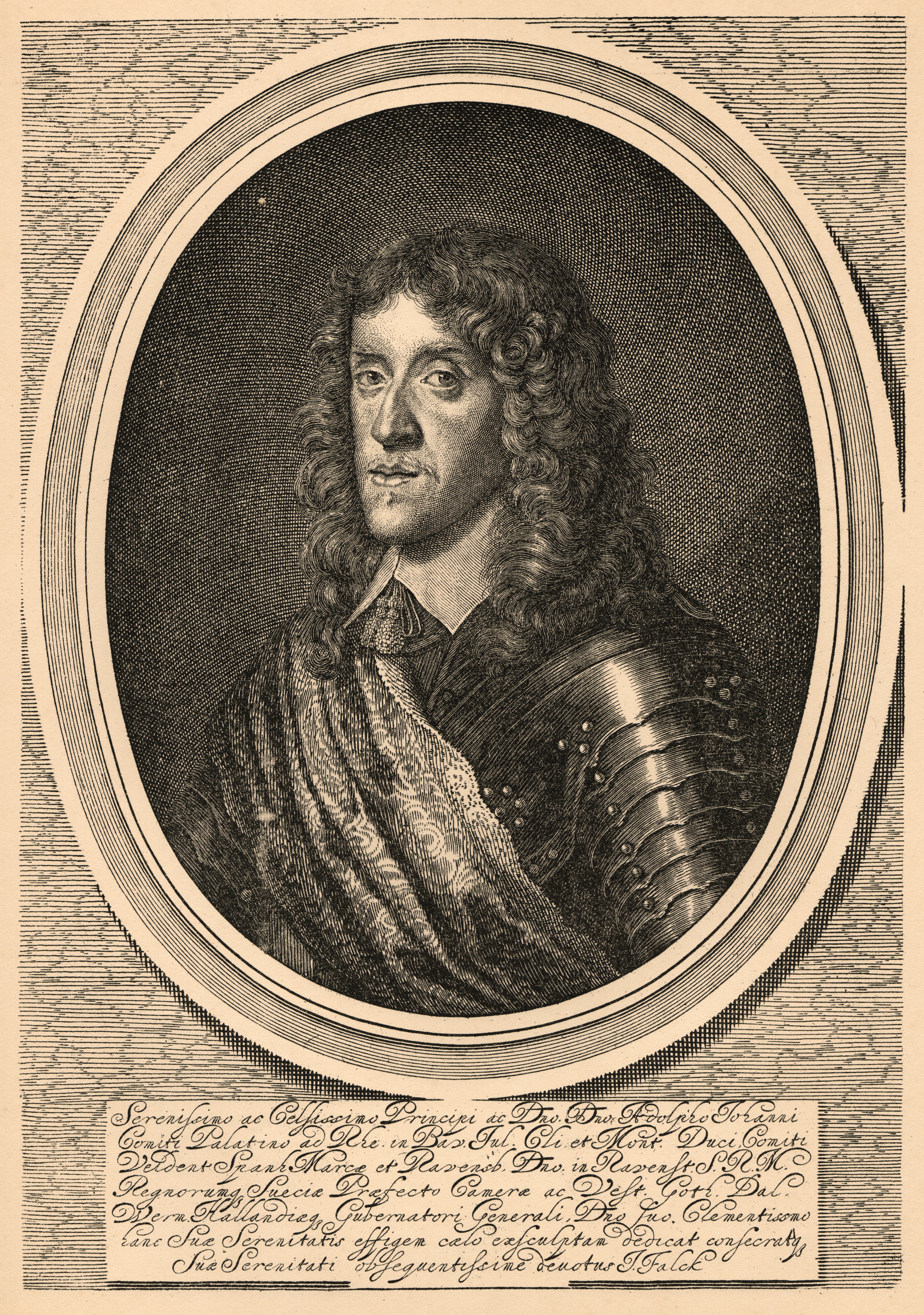
Adolf Johan av Pfalz-Zweibrücken.